# Motor neumático

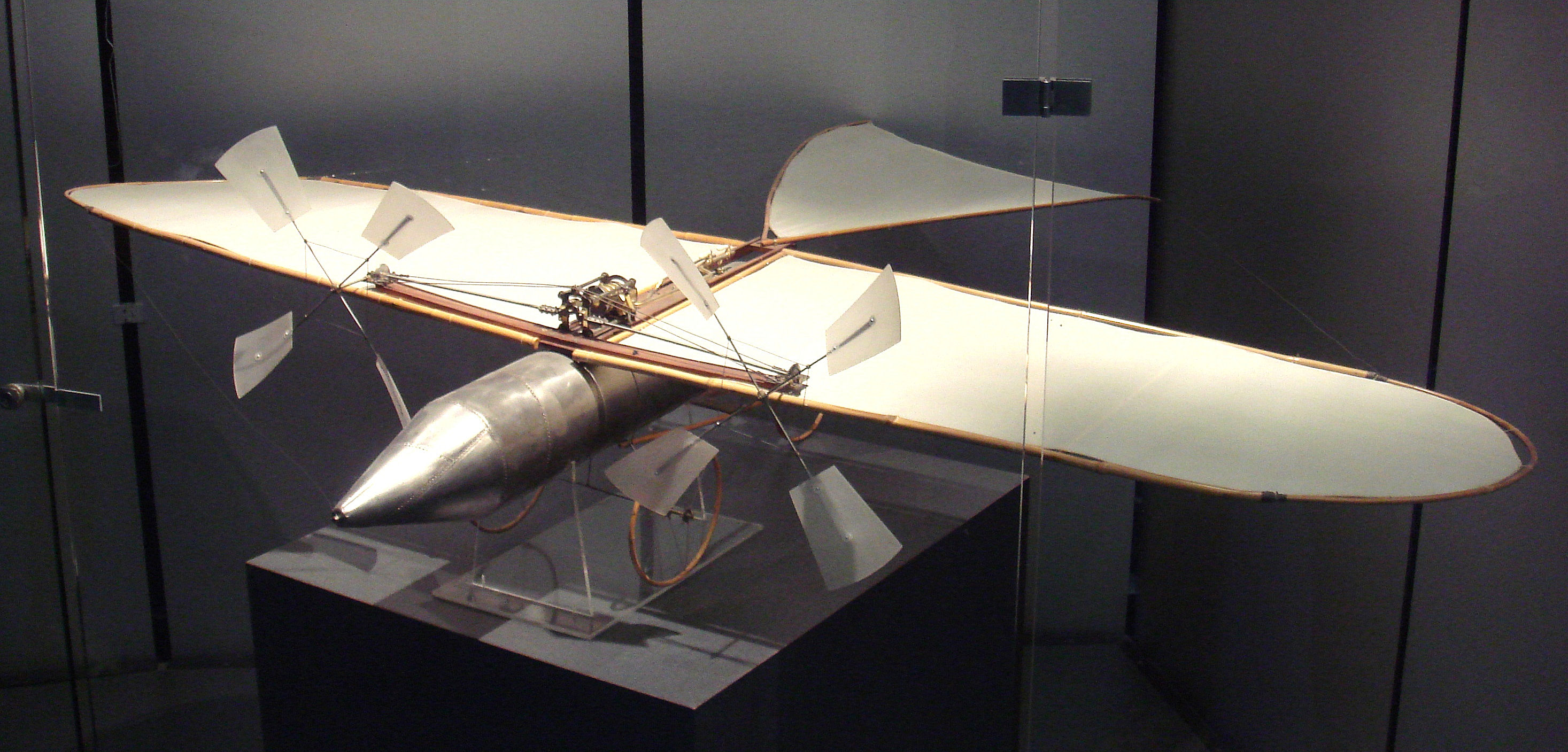
El aeroplano Victor Tatin de 1879 usaba un motor de aire comprimido para su propulsión.

Un motor neumático o motor de aire comprimido es un tipo de motor que realiza un trabajo mecánico por expansión de aire comprimido. Los motores neumáticos generalmente convierten el aire comprimido en trabajo mecánico a través de un movimiento lineal o principalmente rotativo. En este último caso el gas entra en una cámara del motor sellada y al expandirse ejerce presión contra las palas de un rotor.
Este tipo de motores son una alternativa a los motores eléctricos cuando estos no son recomendados o posibles, como por ejemplo, en algunos entornos de la minería, industriales, etc.